# 竹歳誠
竹歳 誠（たけとし まこと、1949年12月2日 - ）は、日本の国土交通官僚。国土交通事務次官、内閣官房副長官、駐オーストリア特命全権大使兼駐コソボ大使兼駐マケドニア大使を経て、宮内庁御用掛及び一般財団法人建設経済研究所理事長。
豊田収（元国会議員）は祖母の兄。

## 経歴
鳥取県東伯郡由良町（現・北栄町）出身。東京教育大学附属駒場高等学校卒業。
1972年（昭和47年）3月東京大学法学部卒業、4月建設省採用。1977年（昭和52年）6月オックスフォード大学経済学修士（M.Phil in Economics）。
1993年（平成5年）7月建設省建設経済局建設業課長。1996年（平成8年）7月住宅・都市整備公団企画調整部長。1998年（平成10年）6月建設省大臣官房会計課長。1999年（平成11年）7月同大臣官房文書課長。
2001年（平成13年）1月国土交通省大臣官房審議官（建設産業）。2002年（平成14年）8月同大臣官房審議官（都市・地域整備局）。2003年（平成15年）7月同都市・地域整備局長。2005年（平成17年）8月同総合政策局長。2006年（平成18年）7月同大臣官房長。2007年（平成19年）7月国土交通審議官。
2009年（平成21年）OECD地域開発政策委員会閣僚級会合 日本政府代表。2010年（平成22年）OECD市長及び閣僚による都市会議 日本政府代表。
2010年（平成22年）8月国土交通事務次官。
2011年（平成23年）9月2日、野田内閣発足に際し、瀧野欣彌の後任の内閣官房副長官（事務担当）に起用された。現職事務次官が官房副長官に起用されるのは異例である。2012年（平成24年）12月26日、官房副長官を退任。
2013年（平成25年）3月三井住友海上火災保険株式会社顧問、4月東京大学公共政策大学院客員教授。7月に政府から駐オーストリア特命全権大使に任命され、9月に着任。9月には、駐コソボ特命全権大使も兼務。10月、駐マケドニア特命全権大使も兼務。2016年（平成28年）8月、退任。
2016年（平成28年）10月、宮内庁御用掛及び一般財団法人建設経済研究所理事長に就任。オーストリア共和国功労勲章銀大綬章を受章。
2020年（令和2年）4月、旭日大綬章受章。

## 人物像
- 2011年11月14日、松原仁国土交通副大臣が法的根拠のないまま拉致問題担当を兼務していた問題で、野田佳彦内閣総理大臣は、竹歳を訓告処分とした[14]。なお、これを契機に内閣府設置法が改正され（第13条第2項の追加）、野田内閣以前から行われていた他省の副大臣による兼務について明確な法的根拠が与えられた[15]。
- 2013年9月、とっとりふるさと大使に、任命される[16]。